# Ożędka groniasta
Ożędka groniasta, orzędka groniasta, ożędka wiechowata (Neslia paniculata (L.) Desv.) – gatunek rośliny z rodziny kapustowatych, należący do monotypowego rodzaju ożędka (też orzędka, Neslia Desv.). Występuje w strefie umiarkowanej w Europie, w północnej Afryce oraz w Azji (bez jej południowej, tropikalnej części). W Polsce zadomowiony antropofit, jego występowanie udokumentowane zostało na całym niżu i w niższych partiach gór, lokalnie jednak jest bardzo rzadki (np. w północno-zachodniej części kraju).

## Morfologia

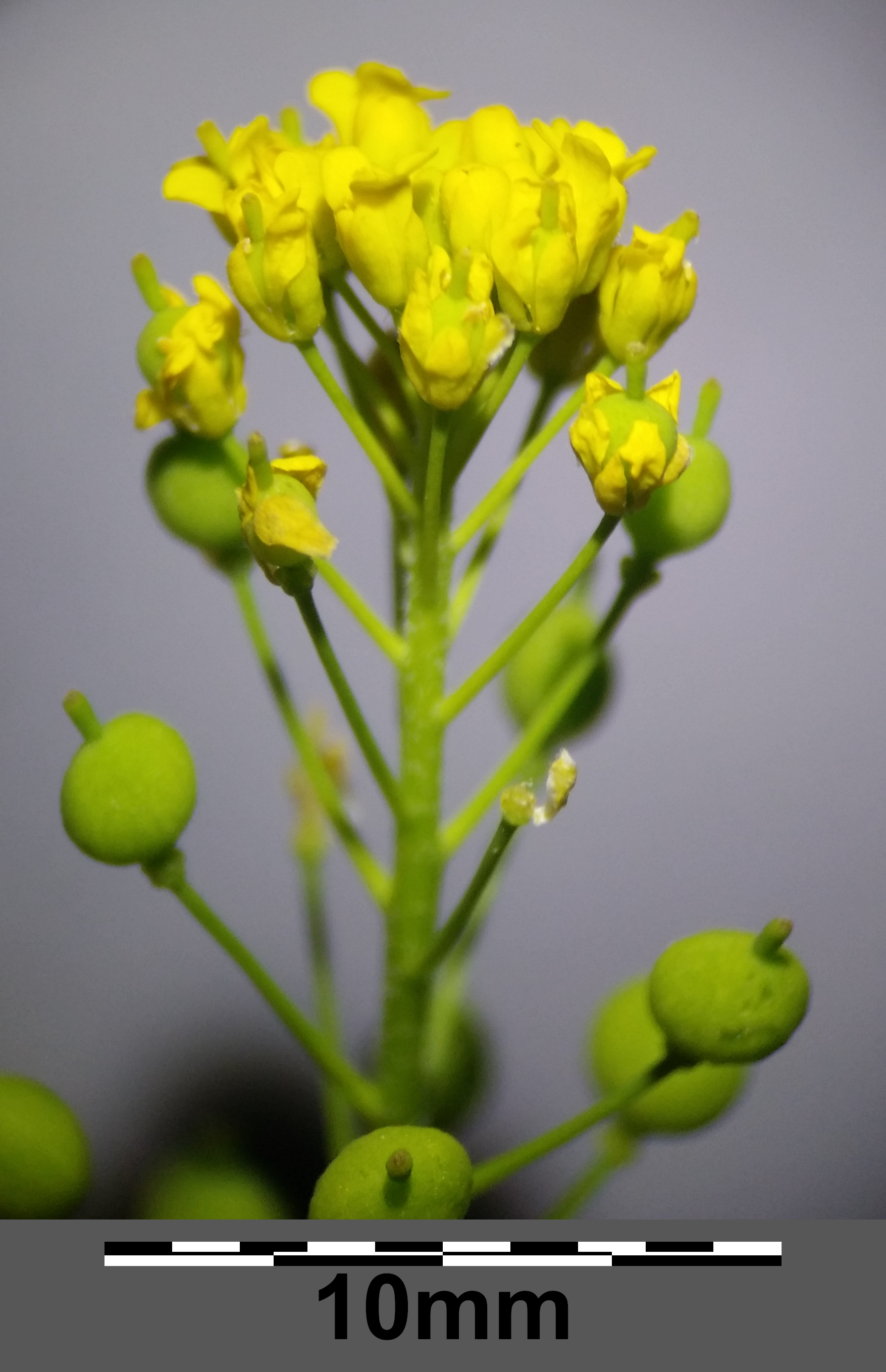
Kwiatostan

ŁodygaKrótka, omszona, wysokość całej rośliny od 15 do 80 cm.
LiścieDolne wydłużone przechodzące w ogonek, górne lancetowate, całobrzegie.
KwiatyZłotożółte o średnicy 4–6 mm zebrane w pseudobaldachowatą wiechę. Kwitnie do maja do lipca.

## Biologia i ekologia
Roślina jednoroczna. Występuje na polach zbóż, wysypiskach, przydrożach, w miejscach ciepłych o podłożu gliniastym i zasobnym w wapń.

## Systematyka
Gatunek z rodzaju monotypowego Neslia Desv., przy czym w niektórych ujęciach jeden z dwóch podgatunków (obok nominatywnego) – Neslia paniculata subsp. thracica (Velen.) Bornm., bywa podnoszony do rangi odrębnego gatunku – Neslia apiculata C.A. Mey., określanego nazwą zwyczajową ożędka kończysta.
Rodzaj Neslia zaliczany jest do plemienia Camelineae w obrębie rodziny kapustowatych Brassicaceae.

## Zagrożenia i ochrona
Gatunek umieszczony na polskiej czerwonej liście w kategorii NT (bliski zagrożenia).